# Novi Zagreb – zapad
Novi Zagreb – zapad gradska je četvrt u samoupravnom ustrojstvu Grada Zagreba.
Gradska četvrt osnovana je Statutom Grada Zagreba 14. prosinca 1999., i čini polovicu tradicionalnog dijela Zagreba zvanog Novi Zagreb.
Po podacima iz 2011. površina četvrti je 62,6 km2, a broj stanovnika 58 103.
Četvrt se može podijeliti na gradski, uglavnom visokourbanizirani zapadni dio Novog Zagreba, i na samostalna naselja na rubnom području područja gradske četvrti.
Četvrt obuhvaća sljedeća gradska naselja: gusto naseljena Lanište, Kajzerica, Remetinec, Siget, Savski gaj, Trnsko, Trokut i slabije urbanizirana Blato, Botinec, Podbrežje i Sveta Klara.
Prigradska mjesta u sastavu četvrti su Donji Čehi, Gornji Čehi, Hrašće Turopoljsko, Hrvatski Leskovac, Ježdovec, Lučko, Mala Mlaka, Odra.
Četvrt je poznata po Zagrebačkom velesajmu, hipodromu, sportskoj dvorani Arena Zagreb i trgovačkim centrima Arena Centar i Avenue Mall.

## Vijeće gradske četvrti Novi Zagreb – zapad
- predsjednik: nije izabran
- potpredsjednik: nije izabran

Vijeće gradske četvrti Novi Zagreb – zapad ima 19 zastupnika.
| lista | lista                                                                  | nositelj liste   | glasovi | postotak | mandati |
| ----- | ---------------------------------------------------------------------- | ---------------- | ------- | -------- | ------- |
|       | Možemo! – SDP                                                          | Tomislav Vukoja  | 9238    | 43,22 %  | 10 / 19 |
|       | HDZ – Domovinski pokret – HSU – HSS                                    | Vedran Ivanković | 3652    | 17,08 %  | 3 / 19  |
|       | NL Marija Selak Raspudić                                               | Natalija Šegota  | 2853    | 13,35 %  | 3 / 19  |
|       | Zagreb United                                                          | Miroslav Dukić   | 1553    | 7,26 %   | 1 / 19  |
|       | Jedino Hrvatska! – Domino – Hrvatski suverenisti – Blok za Hrvatsku    | Martina Jović    | 1410    | 6,59 %   | 1 / 19  |
|       | NL Pavle Kalinić – Stranka umirovljenika – Umirovljenici zajedno – ZDS | Jadranko Baturić | 1257    | 5,88 %   | 1 / 19  |
|       | Most – HSP                                                             | Luka Jajčinović  | 637     | 2,98 %   | 0 / 19  |
|       | Plavi grad – Blok umirovljenici zajedno                                | Josip Majić      | 513     | 2,40 %   | 0 / 19  |
|       | Pravo i pravda – Agrameri - Nezavisna lista                            | Goran Jelić      | 257     | 1,20 %   | 0 / 19  |

## Promet
Kroz četvrt prolaze dvije glavne ceste, Jadranska avenija i Avenija Dubrovnik. Na rubu četvrti su Jadranski most i Most slobode, koji ju povezuju sa starim dijelom grada, a rubom četvrti prolazi i Avenija Većeslava Holjevca, koja ju dijeli od četvrti Novi Zagreb – istok.
Glavninu javnog prijevoza u četvrti obavljaju linije:
tramvajske:
- 7 Savski most – Velesajam – Autobusni kolodvor – Dubrava
- 14 Mihaljevac – Jelačićev trg – Velesajam – Zapruđe

autobusne:
- 109 Črnomerec – Jadranski most – Dugave
- 110 Savski most – Botinec
- 112 Savski most – Blato – Lučko
- 132 Savski most – Blato – Hrvatski Leskovac
- 133 Savski most – Sveta Klara – Čehi
- 168 Savski most – Blato – Lučko – Ježdovec – Prečko
- 222 Remetinec – Zapruđe – Žitnjak
- 229 Glavni kolodvor – Odra – Mala Mlaka
- 234 Glavni kolodvor – Kajzerica – Lanište

Prijevoz djelomično obavljaju i autobusne linije 166, 219, 220, 221, 268 s Glavnog kolodvora koje voze rubom četvrti (pored Sigeta i Podbrežja), kao i linije 111, 159, 160, 161, 162, 163, 164, 165, 169 i 315 koje sa Savskog mosta preko područja četvrti voze prema jugozapadnim prigradskim područjima.

## Vanjske poveznice
- Službene stranice grada Zagreba
- Službena web stranica Gradske četvrti